# Katsuni
Katsuni (Céline Tran, Lió, 9 d'abril del 1979) és una actriu porno francesa d'origen vietnamita.
Katsuni és coneguda pel seu físic, la seva aparença asiàtica, i la seva desinhibició a l'hora de rodar escenes de sexe anal, així com per la seva habilitat en l'art de la fel·lació. La majoria de pel·lícules les ha realitzat amb el seu pit natural, fins que, en juny del 2006 se sotmeté a una operació d'augment de pits, passant d'una talla 90B a una 90D.
Ha posat per la revista Penthouse. Ha rebut 28 premis, com el de la International Adult Convention de Las Vegas, l'any 2004, i diverses vegades el premi a la millor escena anal, com ara al Festival Internacional de Cinema Eròtic de Barcelona, l'any 2004.
El desembre de 2006, després de molts anys treballant en la indústria del porno, Katsuni firma un contracte exclusiu amb Digital Playground, convertint-se així en una de les seves estrelles exclusives.
El seu nom artístic original era Katsumi, al qual hagué de renunciar l'any 2007 per una demanda d'una dona anomenada Mary Katsumi.